# أندريا إسكوبار
أندريا إسكوبار (بالإسبانية: Andrea Escobar)‏ هي عارضة وممثلة كولومبية، ولدت في 22 يوليو 1990 في Guacarí ‏ في كولومبيا.

## وصلات خارجية
- أندريا إسكوبار على موقع IMDb (الإنجليزية)